# Пуєуе (озеро)
Пуєуе (ісп. Lago Puyehue) — озеро в провінціях Ранко і Осорно регіону Лос-Лагос Чилі.

Озера Ранко, Пуеуе, Рупанко, Янкіуе та інші озера регіону Лос-Лагос

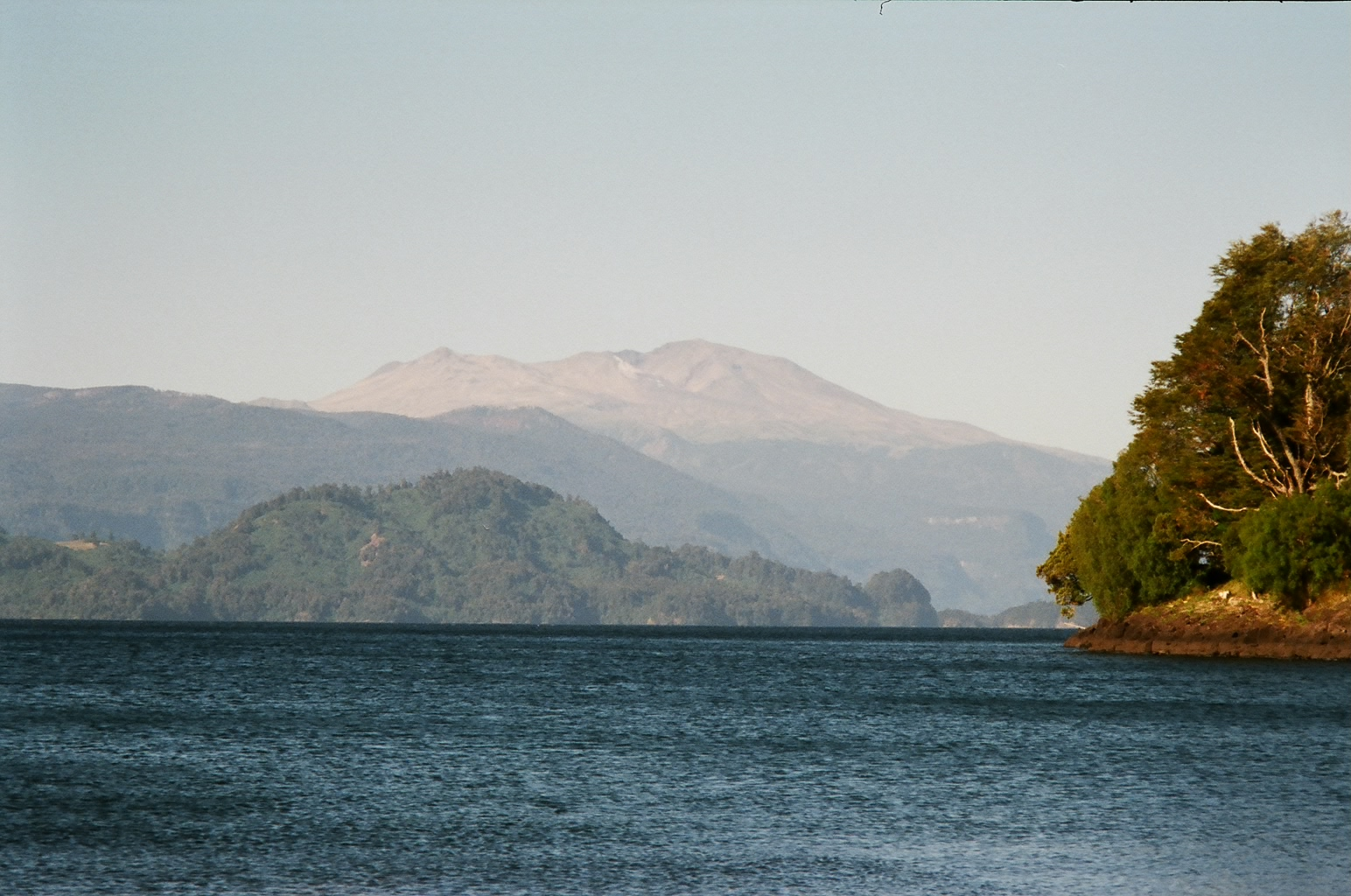
Вид на вулкан Пуєуе з боку озера

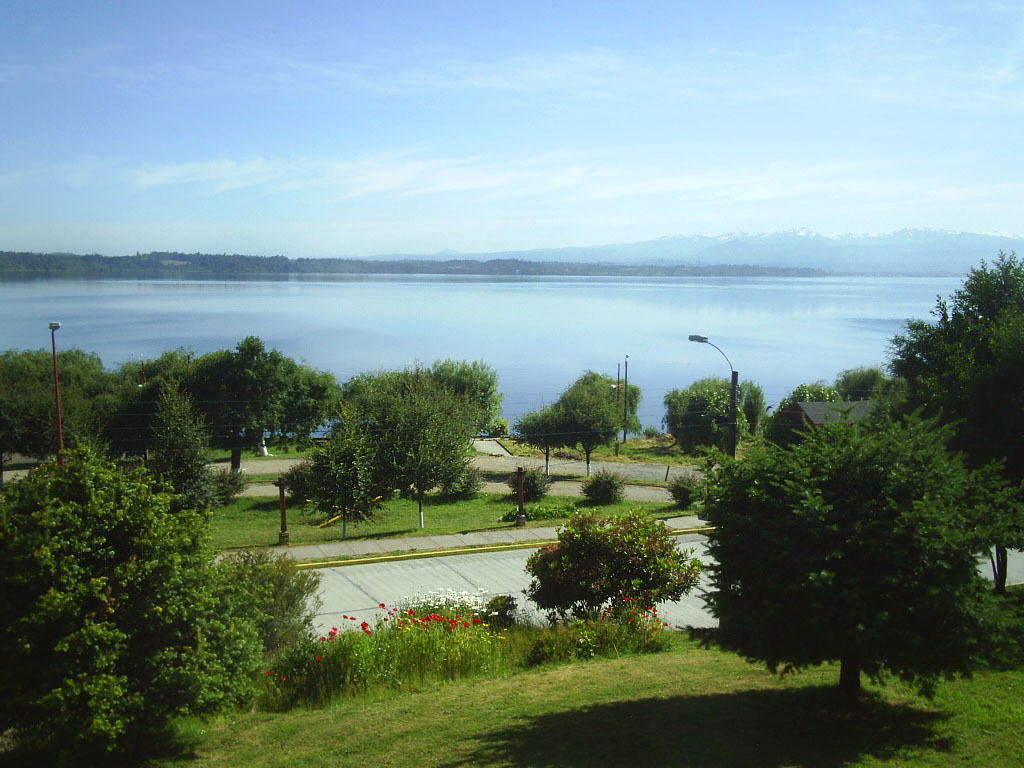
Вид на озеро з боку Ентре-Лагосу

Озеро було відкрито у 1553 році Франсиско де Вільяґра. Розташоване за 870 км на південь від чилійської столиці Сантьяго на чилійській стороні Анд. Площа озера дорівнює 157 км². Висота над рівнем моря — 212 м. Найбільша глибина 135 м. Льодовикового походження. Найбільші острови — Фресія і Куі-Куі. У східного краю озера знаходиться однойменне селище. Найбільший населений пункт — Ентре-Лагос з населенням близько 4 тисяч чоловік розташований на південно-західному березі озера. Вздовж південного берегу проходить міжнародна автомобільна дорога, що з'єднує чилійську провінцію Осорно і аргентинську Неукен.